# Pachycymbium meintjesianum
Pachycymbium meintjesianum là một loài thực vật có hoa trong họ La bố ma. Loài này được (Lavranos) M.G. Gilbert mô tả khoa học đầu tiên năm 1990.